# 화성반월고등학교
화성반월고등학교(華城半月高等學校)는 대한민국 경기도 화성시 반월동에 있는 공립 고등학교이다.

## 학교 연혁
- 2015년 3월 1일 : 초대 송창민 교장 부임
- 2015년 3월 1일 : 화성반월고등학교 개교(30학급 인가)
- 2015년 3월 2일 : 제1회 입학식 (398명 10개 학급 입학)
- 2016년 3월 1일 : 경기도교육청 교육과정 클러스터 운영 시작
- 2016년 9월 1일 : 경기도교육청 자율학교 및 혁신학교 지정 주문형강좌 운영 시작
- 2018년 1월 4일 : 제1회 졸업식 (386명 졸업)
- 2020년 3월 1일 : 경기도교육청 고교학점제 선도학교 운영 시작
- 2022년 3월 1일 : 제3대 유순관 교장 부임, 교실 및 교무실 재배치, 교과교실 구축(수학과, 과학과)
- 2023년 3월 1일 : 교육부 지정 인공지능 선도학교 운영 시작
- 2024년 1월 5일 : 제7회 졸업식(274명)
- 2024년 3월 4일 : 제10회 입학식(350명 10개 학급 입학)

## 참고 자료
- 화성반월고등학교 - 한국교육학술정보원 학교알리미